# آلبرت کارتیه
آلبرت کارتیه (انگلیسی: Albert Cartier؛ زادهٔ ۲۲ نوامبر ۱۹۶۰) یک بازیکن فوتبال اهل فرانسه است.
از باشگاه‌هایی که در آن بازی کرده‌است می‌توان به متز و باشگاه فوتبال نانسی اشاره کرد.